# EMUI
EMUI（イーエムユーアイ、旧称：Emotion UI）は、ファーウェイによって開発された、Androidベースのモバイルオペレーティングシステムである。カスタムROMに位置づけられ、ファーウェイのスマートフォンなどに搭載されている。

## 歴史
2012年12月30日に、Android 4.0をベースにしたEmotion UI 1.0が発表された。2014年9月4日には、Ascend Mate 7とともにEMUI 3.0が発表された。これ以降、システム名称は「Emotion UI」から「EMUI」に変更された。また中国市場向けに、新しいアプリストアが導入された。2015年後半頃には、Android 6.0ベースのEMUI 4.0を搭載したMate 8が発表された。2016年には、Huawei Mate 9とともにEMUI 5.0が発表された。2017年末には、EMUI 8.0が発表され、このバージョンではAIの機能が強化されている。
2019年には、米国の禁輸措置によって、ファーウェイへのAndroidの提供停止が発表された。ファーウェイはAndroidの代替OSとなるHarmony OS（HongMeng OS）の開発を2012年頃から進めており、2021年6月発売のいくつかの製品に搭載された。

## 機能
標準のAndroid機能に加え、以下の特徴的な機能が備わっている。ただし利用できる機能の可否は、ハードウェア環境に依存する。
- 32bit / 384KHz ハイレゾ再生
- カメラ
  - AI Vision - 人工知能を用いて、撮影対象の内容を解析する機能
  - アパーチャー - 複眼カメラとAIを用いて被写界深度を解析し、一眼レフのようなボケ味を出す機能
  - ビューティー - AIを用いた美顔機能
  - ARレンズ - Pituとファーウェイが共同開発した、AR合成機能
- バッテリー管理 - パフォーマンスモード、省電力モード、ウルトラ省電力
- 片手モード
- モーションコントロール - 端末の持ち方による挙動設定、ナックルジェスチャーなど
- Huawei Share
- デジタルバランス
- HiTouch

## バージョン履歴
| バージョン     | Androidのバージョン               | リリース日 | 最後の安定版バージョン |
| -------------- | --------------------------------- | ---------- | ---------------------- |
| Emotion UI 1.0 | Android 2.3 - 4.3                 | 2012年     | 1.6                    |
| Emotion UI 2.0 | Android 4.2 - 4.4                 | 2013年     | 2.3                    |
| EMUI 3.0       | Android 4.4 - 5.1                 | 2014年     | 3.1                    |
| EMUI 4.0       | Android Marshmallow (6.0)         | 2015年     | 4.1                    |
| EMUI 5.0       | Android Nougat (7.x)              | 2016年     | 5.1                    |
| EMUI 8.0       | Android Oreo (8.x)                | 2017年     | 8.2                    |
| EMUI 9.0       | Android Pie (9.0)                 | 2018年     | 9.1                    |
| EMUI 10.0      | Android 10 (10.0)                 | 2019年     | 10.0                   |
| EMUI 11.0      | Android 10 (10.0)またはAndroid 11 | 2020年     | 11.0                   |
| EMUI 12.0      | Android 10またはAndroid 11        | 2021年     | 12.0                   |
| EMUI 13.0      | Android 12                        | 2022年     | 13.0                   |